# Distrito de Bilaspur (Chhattisgarh)
Bilaspur (en Hindi: बिलासपुर ) es un distrito de la India en el estado de Chhattisgarh. Código ISO: IN.CT.BI.
Comprende una superficie de 8270 km².
El centro administrativo es la ciudad de Bilaspur.

## Demografía
Según censo 2011 contaba con una población total de 2 662 077 habitantes, de los cuales 1 312 149 eran mujeres y 1 349 928 varones.